# Kim Young-jun (ur. 1948)
Kim Young-jun (kor. 김영준; ur. 21 marca 1948) – południowokoreański zapaśnik walczący w stylu wolnym. Olimpijczyk z Monachium 1972, gdzie zajął jedenaste miejsce w kategorii do 52 kg.
Brązowy medalista igrzyskach azjatyckich w 1970; piąty w 1974 roku.

## Letnie Igrzyska Olimpijskie 1972
| Konkurencja      | Rundy eliminacyjne | Rundy eliminacyjne   | Rundy eliminacyjne    | Klas. końcowa |
| Konkurencja      | Przeciwnik I       | Przeciwnik II        | Przeciwnik III        | Miejsce       |
| ---------------- | ------------------ | -------------------- | --------------------- | ------------- |
| 52 kg styl wolny | Jimmy Carr (USA) Z | Sudesh Kumar (IND) P | Ali Rıza Alan (TUR) P | 11.           |